# Mike Starr
Michael Christopher „Mike“ Starr (4. dubna 1966 Honolulu – 8. března 2011 Salt Lake City) byl americký hudebník, známý jako baskytarista skupiny Alice in Chains, se kterou hrál od jejího založení v roce 1987 až do roku 1993.

## Kariéra
V polovině 80. let založil Jerry Cantrell skupinu nazvanou Diamond Lie, ve které hrál i bubeník Sean Kinney a baskytarista Starr. Připojil se k nim i Cantrellův spolubydlící, zpěvák Layne Staley, ale tento projekt zakrátko skončil. Skupině Diamond Lie se dostalo pozornosti v oblasti Seattlu, kde začali působit pod novým jménem Alice in Chains. Skupina později podepsala smlouvu se společností Columbia Records, zažila velký úspěch s prodejem svých nahrávek a jejich prezentací v rozhlasových stanicích během grungeového hnutí začátkem 90. let. Starr působil ve skupině v době vydání alb Facelift, Dirt a Sap.
Starr opustil skupinu během turné k albu Dirt. Bývalý zpěvák Layne Staley v článku pro časopis Rolling Stone v únoru 1994 uvedl, že Starrův odchod od Alice in Chains pramenil z rozdílných priorit. „My jsme chtěli pokračovat v intenzivním koncertním cestování a zátěži, Mike byl pro návrat domů.“ Starr v pořadu Celebrity Rehab, věnovanému léčbě drogové závislosti celebrit, uváděl, že byl vyhozen kvůli své vzrůstající drogové závislosti.
Starr později hrál na baskytaru ve skupině Sun Red Sun, kterou vytvořili Ray Gillen a Bobby Rondinelli, bývalí členové Black Sabbath. Tento projekt skončil v roce 1996 Gillenovou smrtí.
V únoru 2011 byl Starr v Salt Lake City zadržen a obžalován pro podezření ze spáchání zločinu držení zakázaných látek.

## Úmrtí
Dne 8. března byl Mike nalezen mrtev ve svém domě v Salt Lake City. Příčinou úmrtí bylo předávkování léky na předpis.

## Diskografie

### Alice in Chains
- We Die Young (1990)
- Facelift (1990)
- Sap (1992)
- Dirt (1992)
- Music Bank (1999)
- Nothing Safe: Best of the Box (1999)
- Live (2000)
- Greatest Hits (2001)
- The Essential Alice in Chains (2006)

### Sun Red Sun
- Sun Red Sun (1993)